# Jésus est présenté au peuple
Jésus est présenté au peuple è un cortometraggio del 1903 diretto da Lucien Nonguet e Ferdinand Zecca. Diciottesimo episodio del film La Vie et la Passion de Jésus-Christ (1903), che è composto da 27 episodi.

## Trama
Gesù viene portato di nuovo davanti a lui, Ponzio Pilato si lava le mani per mostrare che non ha nessuna responsabilità nella morte di questo uomo e lo consegna alla folla.